# Kotró
A Kotró a Somogy vármegyei Gyékényes melletti kavicsbányatavak közül a legnagyobb. A búvárbázissal és kis szabadstranddal is rendelkező kedvelt üdülő- és horgászhely 2011-ben elnyerte az Örökségünk – Somogyország Kincse kitüntető címet. Az egyik legtisztább vizű magyarországi tó.

## Leírás
A 320 hektár területű Kotró Somogy délnyugati részén, Gyékényes és Zákány között található, a két települést összekötő út északkeleti oldalán. Partvonala igen tagolt, déli oldaláról egy nagyobb, máshol több kisebb félsziget nyúlik bele, és egy közel 700 méter hosszú sziget is található benne. Északkeleti részén ma is folyik a kavicsbányászat, míg máshol számos üdülőház épült fel a partján. Legmélyebb pontja 12 méter körül van.
A kavicsbányászat az 1920-as években kezdődött, de (többek között a jugoszláv határ közelsége miatt) turisztikailag sokáig nem hasznosították a tavakat. A búvárok viszont már 1990 előtt is megjelentek a térségben, a Magyar Honvédelmi Szövetség búvártelepet alakított ki itt. Ma két helyen, a Búvárbázisnál és a Kastély fogadónál merülhetnek a búvárok, méghozzá ingyen. Kedvükért több roncsot (motorcsónak, autó, vízibicikli) is elhelyeztek a tó fenekén. A látótávolság 2 és 8 méter között változik, jég alatt a legjobb. A Magyar Búvárszövetség itt rendezi az országos tájékozódási búvárúszóversenyeket felnőtt és ifjúsági kategóriában is, valamint a nagyatádi triatlonverseny úszószámát is itt tartják.
A tó élővilága gazdag, ponty, amur, csuka, süllő, harcsa, sügér, keszeg, naphal, kárász és törpeharcsa is él benne, valamint előfordulnak rákok és medúzák is.